# BOYのテーマ
「BOYのテーマ」（ボーイのテーマ）は、菊池桃子が1985年5月にリリースした5枚目のシングルである。

## 解説
- 自身の主演映画『テラ戦士ΨBOY』のテーマ曲である。
- 同曲で再びオリコンチャート首位（2週連続）を獲得。34.1万枚のセールスを記録し、菊池自身「卒業-GRADUATION-」「雪にかいたLOVE LETTER」に次ぐ3番目のヒット曲となった。
- 菊池のデビュー曲「青春のいじわる」から毎回秋元康が作詞を担当していたが、菊池のシングルで秋元の作品は同曲が最後となった。
- 江崎グリコのプリッツのCMソングとしても使用された。

## 収録曲
1. BOYのテーマ
  - 作詞：秋元康　作曲・編曲：林哲司
2. ANATAKARA FLY AWAY
  - 作詞：秋元康　作曲・編曲：林哲司